# Grumman A-6 Intruder
Grumman A-6 Intruder je dvomotorno palubno jurišno letalo ameriškega proizvajalca Grumman Aerospace. Uporabljali so ga Ameriška mornarica in Marinci med letoma 1963 in 1997, zgradili so skupno 693 letal. Intruder je bil naslednik batnega Douglas A-1 Skyraider. Zgradili so tudi verzijo EA-6 za elektronsko bojevanje.
Po uspehu propelerskga A-1 Skyraiderja v Korejski vojni, je Ameriška mornarica zahtevala palubno jurišno letalo, ki bi delovalo v vseh vremenskih pogojih. Različna podjetja so predstavila svoje predloge Bell, Boeing, Douglas, Grumman, Lockheed, Martin, North American, in Vought. Grumman je bil izbran 2. januarja 1958 in je začel z izdelavo prototipa A2F-1 februarja 1958. To letalo je prvič poletelo 19. aprila 1960.
Načrtovanje A-6 je vodil Lawrence Mead, ki je pozneje delal tudi na lovcu Grumman F-14 Tomcat in  Lunar Excursion Module.
Prvi prototip je imel usmerjevalnike potiska za krajše vzlete in pristanke. Vendar so ta sistem pozneje umaknili. Pilota sta sedela eden ob drugem, pilot na levi strani in bombardir/navigator na desni strani.
Krilo A-6 je bilo zelo aerodinamično učinkovito pri podzvočnih hitrostih. Omogočalo je dobro manevrirnost in velik bombni tovor. Pozneje so podobno krilo in podobno podvozje uporabili na lovcu F-14. Intruder je imel tudi zračne zavore "Deceleron"
Za svoj čas je imel Intruder zelo sofisticirano avioniko in bojne sisteme. Ker so se bali, da bo to pomenilo zelo zahtevno vzdrževanje so razvili sistem za diagnosticiranje napak - prvi tak sistem na letalu. 
Intruder je lahko nosil jedrsko bombo, vendar je v praksi ni nikoli odvrgel. A-6 je bil originalno namenjen napadu na nizkih višinah, zato so morali za jedrski napad spremeniti taktiko. A-6 bi izpustil bombo, ko bi letel navzgor in bomba bi po izpustu nekaj časa nadaljevala navzgor - t. i. "bombardiranje čez ramo".

## Tehnične specifikacije (A-6E)
Podatki iz Quest for Performance,
Splošne karakteristike
- Posadka: 2 (pilot, bombardir/navigator)
- Dolžina: 54 ft 7 in (16,64 m)
- Razpon kril: 53 ft (16,15 m)
- Višina: 15 ft 7 in (4,75 m)
- Površina kril: 529 ft² (49,15 m²)
- Aeroprofil: NACA 64A009 mod koren, NACA 64A005.9 konec krila
- Teža praznega letala: 25 630 lb (11 630 kg)
- Uporaben tovor: 34 996 lb (15 870 kg)
- Maks. vzletna teža: 60 626 lb (27 500 kg)
- Pogon letala: 2 × Pratt & Whitney J52-P8B turboreaktivni motor, 9 300 lbf (41,4 kN) vsak

 Zmogljivost 
- Maks. hitrost: 563 vozlov (648 mph, 1 040 km/h)
- Doseg: 2 819 navtičnih milj (3 245 mi, 5 222 km)
- Višina leta: 40 600 ft (12 400 m)
- Hitrost vzpenjanja: 7 620 ft/min (38,7 m/s)

Oborožitev

- Nosilci za orožje: skupno 5: 4 pod krili in 1 pod trupom, skupaj 8170 kg tovora
- Rakete: 

  - 2,75 in (70 mm) CRV7 rakete
  - 5 in (127 mm) Zuni rakete
- Izstrelki: 

  - AIM-9 Sidewinder raketa zrak-zrak
  - AGM-45 Shrike raketa zrak-zemlja
  - AGM-62 Walleye raketa zrak-zemlja
  - AGM-65 Maverick raketa zrak-zemlja
  - AGM-84 Harpoon protiladijska raketa
  - AGM-88 HARM protiradarska raketa
- Bombe: 

  - Mk 81 250 lb (113 kg)
  - Mk 82 500 lb (227 kg)
  - Mk 83 1,000 lb (454 kg)
  - Mk-84 2,000 lb (907 kg)
  - Mk-117 750 lb (340 kg)
  - Mk-20 Rockeye II kasetna bomba
  - CBU-89 GATOR mine kasetna bomba
  - Mk 77 750 lb (340 kg) zažigalna bomba
  - GBU-10 Paveway II lasersko vodena bomba
  - GBU-12 Paveway II lasersko vodena bomba
  - GBU-16 Paveway II lasersko vodena bomba
  - B61 jedrska bomba
  - B57 jedrska bomba
  - B43 jedrska bomba

- Drugo:
  - Do 5× 1200 litrski odvrgljivi rezervoar za gorivo